# Asesinatos rituales de Toa Payoh
Los asesinatos rituales de Toa Payoh tuvieron lugar en Singapur en 1981. El 25 de enero el cuerpo desnudo de una niña de nueve años fue encontrado en una bolsa al lado del ascensor de un bloque de pisos en la ciudad de Toa Payoh, y dos semanas más tarde, un chico de diez años fue encontrado cerca. Los niños habían sido asesinados, supuestamente como sacrificios de sangre a la diosa hindú Kali. Los asesinatos fueron planeados por Adrian Lim, un autoproclamado médium, que había convencido a muchas mujeres de que poseía poderes sobrenaturales. Sus víctimas ofrecían dinero y servicios sexuales a cambio de curas, belleza y buena suerte. Dos de las mujeres se convirtieron en sus ayudantes leales; Tan Mui Choo, que se casó con él, y Hoe Kah Hong que se convirtió en una de sus "mujeres santas". Cuando la policía investigó un cargo de violación presentando por una de sus víctimas, Lim se enfureció y decidió matar niños para desviar las investigaciones. En ambas ocasiones, Hoe atrajo al niño al piso de Lim, donde era sedado y matado por el trío. Lim también asaltó sexualmente a la niña antes de su muerte. El trío fue arrestado después de que la policía encontrara un rastro de sangre que llevaba a su piso. A pesar de que el nombre de caso sugirió asesinatos rituales, los acusados aseguraron que no realizaron oraciones, quemaron incienso, tocaron campanas, ni cualquier otro ritual durante los asesinatos.
El juicio de 41 días fue el segundo más largo realizado en los tribunales de Singapur en aquella época. Ninguno de los acusados negó su culpa. Sus abogados de oficio intentaron librar a sus clientes de la pena de muerte alegando responsabilidad disminuida, argumentando que los acusados estaban mentalmente enfermos y no podían ser considerados enteramente responsables de los asesinatos. Para apoyar su argumento trajeron a médicos y psicólogos, que analizaron a los acusados y concluyeron que habían mostrado esquizofrenia y depresiones de tipo psicótico y maníaco. El experto del fiscal, sin embargo, refutó estos testimonios y argumentó que estaban en pleno control de sus facultades mentales cuando planearon y llevaron a cabo los asesinatos. Los jueces estuvieron de acuerdo con el argumento del fiscal y sentenciaron al trío a muerte. Mientras estaban en el corredor de la muerte las mujeres apelaron al Consejo Privado de Londres y pidieron un indulto al Presidente de Singapur sin ningún éxito. Lim no buscó ningún perdón; en cambio, aceptó su destino y fue sonriendo a la horca. Los tres fueron ahorcados el 25 de noviembre de 1988.
Los asesinatos de Toa Payoh conmocionaron al público en Singapur, que se sorprendió por un acto de estas características ocurriendo en su sociedad. Los informes de las acciones del trío y del proceso judicial fueron seguidos con detenimiento y permanecieron de forma prominente en la conciencia singapurense durante muchos años. En dos ocasiones, estudios cinematográficos intentaron lucrarse de la sensación generada para producir películas basadas en los asesinatos. No obstante, los críticos opinaron muy negativamente de ambas películas por las muestras gratuitas de sexo y violencia, y fracasaron en taquilla. Las acciones y el comportamiento de los tres asesinos fueron estudiados por académicos de la psicología criminal, y la decisión del tribunal se convirtió en estudio de caso local sobre la responsabilidad disminuida.

## Sociedad singapurense en los años 80
A principios del siglo XIX, los inmigrantes chinos inundaron Malasia peninsular, asentándose en las Colonias del Estrecho incluyendo la ciudad isla de Singapur. Los migrantes y los nativos tenían creencias distintas, pero con el tiempo las discrepancias entre los sistemas de creencias se difuminaron. La mayoría de la población creía en espíritus que habitan las junglas, y en dioses y diablos merodeadores, capaces del bien y el mal. Algunas personas aseguraron que podían comunicarse con estos seres sobrenaturales. A través de rituales en los que bailaban y cantaban, estos médiums de espíritus—tang-kees y bomohs (chamanes malayos) —invitaban a los seres a que poseyeran sus cuerpos y repartieran sabiduría, bendiciones y maldiciones a los creyentes. Con el paso del tiempo y el crecimiento de las ciudades, la jungla dio paso a edificios de cemento y los médiums trasladaron sus prácticas al centro de las comunidades.
Para el año 1980, el 75% de los residentes vivían en viviendas públicas. Los altos bloques de pisos construidos por el gobierno se amontonaban en los centros poblacionales, entre los que se encontraba Toa Payoh. A pesar de que había una alta densidad de personas en cada bloque, los residentes eran en su mayor parte retraídos, valorando su intimidad y tendiendo a ignorar lo que pasaba alrededor de sus casas. Durante esta época, Singapur era una sociedad relativamente pacífica —un contraste enorme con la prevalencia de sociedades secretas, tríadas y guerras entre bandas de los tiempos anteriores a la independencia. El bajo índice de delitos conseguido mediante leyes estrictas aplicadas con dureza, daba a los ciudadanos una sensación de seguridad. No obstante, el gobierno advirtió contra la despreocupación y avisó en sus campañas locales, "Poco crimen no significa ningún crimen". En 1981, tres singapurenses cometieron un delito que impresionó a la nación.

## Dos asesinatos, tres arrestos

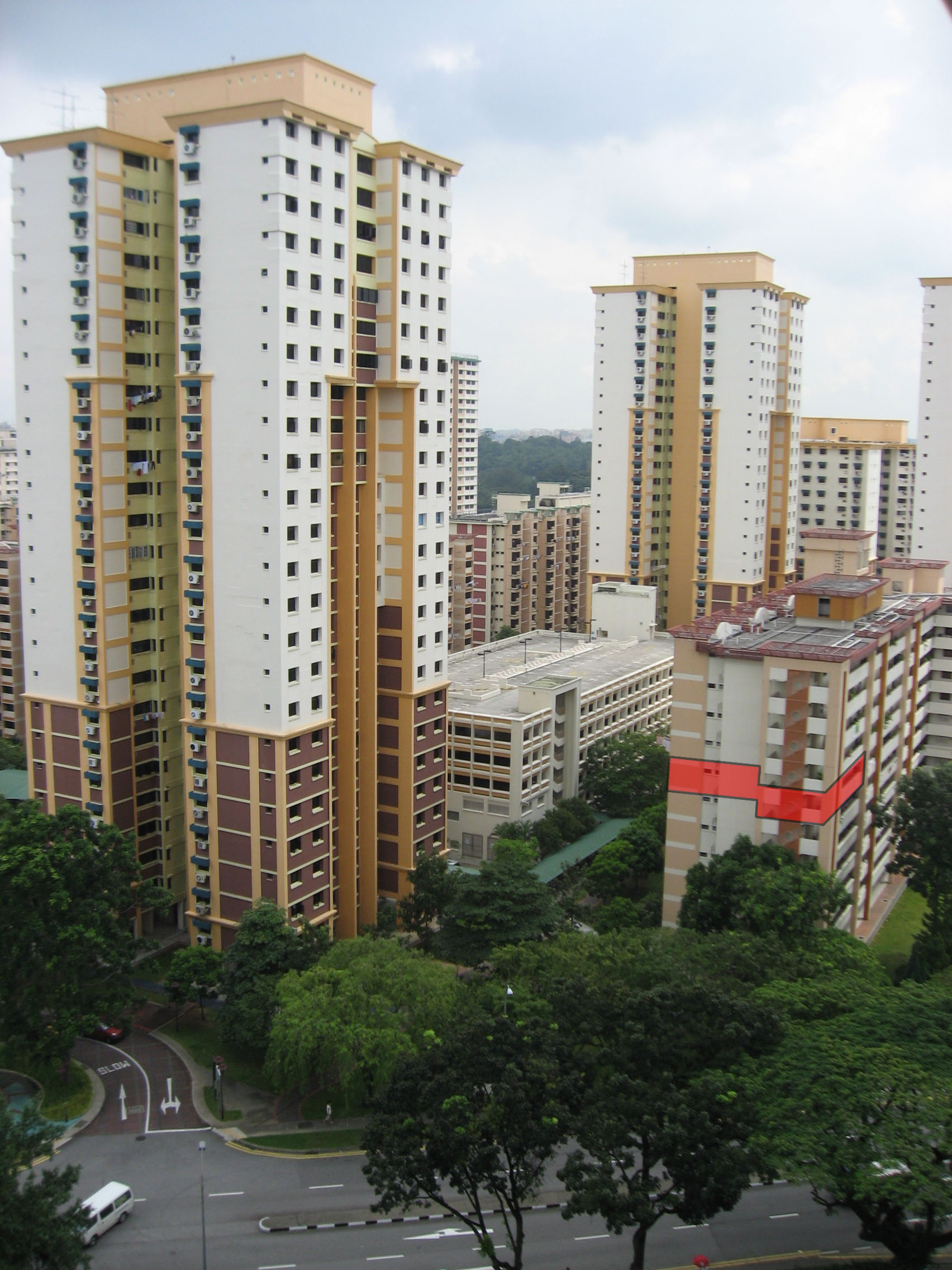
El piso de Lim (en rojo) estaba en el bloque 12 (derecha), Toa Payoh Lorong 7. Para el 2008, los bloque vecinos 10 y 11 (centro e izquierda) habían sido reemplazados por estructuras más altas.

Durante varios años, un médium en el bloque 12, Toa Payoh Lorong 7, había estado realizando ruidosos rituales en mitad de la noche. Los residentes se quejaron varias veces a las autoridades, pero los rituales siempre continuaban al poco tiempo. En la tarde del 24 de enero de 1981, Agnes Ng Siew Heok (Chino simplificado: 黄秀叶; Chino tradicional: 黃秀葉; pinyin: Huáng Xìuyè) de nueve años desapareció después de atender clases religiosas en su iglesia en Toa Payoh. Horas más tarde, su cuerpo desnudo fue encontrado metido en una bolsa fuera de un ascensor en el bloque 11, a menos de un kilómetro (5/8 de una milla) de la iglesia. La chica había sido asfixiada hasta la muerte; la investigación reveló daños en sus genitales y semen en su recto. A pesar de que la policía lanzó una investigación intensiva, interrogando a más de 250 personas alrededor de la escena del crimen, no consiguió ninguna pista. El 7 de febrero Ghazali bin Marzuki de 10 años fue encontrado muerto bajo un árbol entre los bloques 10 y 11, desnudo. Llevaba desaparecido desde el día anterior, después de haber sido visto subiendo a un taxi con una mujer desconocida. Los patólogos forenses en la escena consideraron el ahogamiento como la causa de muerte y encontraron en el niño marcas de asfixia similares a las de Ng. No había ninguna señal de agresión sexual, pero tenía quemaduras en la espalda y una perforación en el brazo. Más tarde se detectaron rastros de un sedante en su sangre.
La policía encontró una rastro disperso de sangre que llevaba al séptimo piso del bloque 12. Entrando al pasillo común desde la escalera, el inspector Pereira notó una mezcla ecléctica de símbolos religiosos (una cruz, un espejo, y una hoja de cuchillo) en la entrada del primer piso (número de unidad 467F). El dueño del piso, Adrian Lim, se acercó el inspector y se presentó, informando a Pereira que viva allí con su mujer, Tan Mui Choo, y una amiga, Hoe Kah Hong. Lim permitió a la policía registrar su piso y encontraron restos de sangre. Lim inicialmente intentó hacer pasar las manchas como cera de vela, pero cuando fue puesto en duda sostuvo que era sangre de pollo. Después de que la policía encontrara trozos del papel con los detalles personales de los niños muertos, Lim intentó despejar las sospechas diciendo que Ghazali había venido a su piso buscando ayuda por un sangrado de nariz. Discretamente tomó cabello de debajo de una alfombra e intentó tirarlo por el retrete, pero la policía lo paró; el informe forense más tarde determinó que el cabello era de Ng. Pidiendo un informe de los antecedentes de Lim, los agentes locales contaron a Pereira que el médium estaba implicado en ese momento en una investigación de violación. Lim los escuchó y se inquietó, alzando la voz a los policías. Su ira fue imitada por Hoe que gesticuló violentamente y gritó a los agentes. Sus acciones reafirmaron las sospechas de los detectives de que el trío estaba profundamente implicado en los asesinatos. La policía recogió las pruebas, selló el piso como escena de crimen, y se llevó a Lim y a las dos mujeres para interrogarlos.

## Autores

### Adrian Lim
Nacido el 6 de enero de 1942, Adrian Lim (Chino simplificado: 林宝龙; Chino traditional: 林寶龍; pinyin: Lín Bǎolóng) era el hijo mayor de una familia de bajos recursos. Descrito en el juicio por su hermana como un chico de mal carácter, abandonó la escuela secundaria y trabajó durante un corto período como informante para el Departamento de seguridad interna, incorporándose a la compañía de radio cable Rediffusion Singapur en 1962. Durante tres años se dedicó a la instalación y mantenimiento de equipos de radio antes de ser ascendido a cobrador. En abril de 1967 Lim se casó con su novia de la infancia con quien tuvo dos hijos. Se convirtió al catolicismo para su matrimonio. Lim y su familia vivieron en habitaciones de alquiler hasta que en 1970 compró un piso de tres habitaciones— una unidad en el séptimo piso (número de unidad 467F) del bloque 12, Toa Payoh.
Lim empezó a practicar a tiempo parcial como médium de espíritus en 1973. Alquiló una habitación donde atendía a las mujeres—la mayoría trabajaban en bares, eran bailarinas o prostitutas—que eran presentadas por su casero . Entre sus clientes también había hombres supersticiosos y mujeres ancianas, a quien sólo les engañaba para sacarles dinero. Había aprendido el negocio de un bomoh llamado "Tío Willie" y rezaba a dioses de varias religiones a pesar de su bautismo católico. La diosa hindú Kali y "Phragann", que Lim describía como una diosa del sexo siamesa (de Tailandia), estaban entre las entidades espirituales a las que llamaba en sus rituales. Lim engañó sus clientes con varias estafas; la más de eficaz, conocida como el truco de "las agujas y el huevo", hizo a muchos creer que tenía poderes sobrenaturales. Después de ennegrecer agujas con hollín al pasarlas por una vela encendida, Lim las insertaba con cuidado en un huevo crudo y sellaba el agujero con polvo. En sus rituales, pasaba el huevo varias veces sobre su cliente mientras cantaba y le pedía que abriera el huevo. Ignorando que el huevo había sido manipulado, la cliente quedaba convencida por las agujas negras de que espíritus malignos la acosaban.
Lim abusaba particularmente de chicas ingenuas con graves problemas personales. Les prometía que podía solucionar sus infortunios y aumentar su belleza a través de un masaje ritual. Después de que Lim y su cliente se habían desnudado, masajeaba su cuerpo—incluyendo su genitales—con una figura de Phragann y tenía sexo con ella. Sus tratamientos también incluyeron terapia electroconvulsiva basada en la utilizada en pacientes mentales. Después de colocar los pies de su cliente en una cuba de agua y poner cables a sus sienes, Lim pasaba electricidad a través de ella. Los shocks, aseguraba, curarían los dolores de cabeza y ahuyentarían a lo espíritus de mal.

### Catherine Tan Mui Choo
Catherine Tan Mui Choo (Chino simplificado: 陈梅珠; Chino tradicional: 陳梅珠; pinyin: Chén Méizhū) fue referida a Lim por una compañera que trabajaba en su bar, quien le aseguró que el médium podía curar enfermedades y depresiones. Tan en aquella época estaba de duelo por la muerte de su abuela a quien había estado dedicada. Además, estaba angustiada por el distanciamiento con sus padres; habiendo sido enviada a los 13 años a un centro vocacional (una casa principalmente para delincuentes juveniles), se sentía indeseada por ellos. Las visitas de Tan a Lim se volvieron regulares, y su relación se hizo íntima.. En 1975 Lim insistió en que se mudara a su piso. Para despejar las sospechas de su mujer de que estaba teniendo una aventura con Tan, Lim hizo un juramento ante una imagen de Jesucristo. Aun así, su mujer descubrió la verdad y se mudó con sus hijos unos días más tarde, divorciándose de Lim en 1976. Lim dejó su trabajo en Rediffusion y se convirtió en médium a tiempo completo. Disfrutaba de un buen ritmo de negocio, llegando a recibir 6.000–7.000 S$ (2.838–3.311 USD) al mes de un solo cliente. En junio de 1977 Lim y Tan registraron su matrimonio.
Lim dominaba a Tan mediante palizas, amenazas, y mentiras. La persuadió para que se prostituyera para complementar sus ingresos. También la convenció de que él necesitaba fornicar con mujeres jóvenes para mantenerse sano; así, Tan le asistió en su negocio, preparando sus clientes para su placer. La influencia de Lim era fuerte; bajo su promesa de que el sexo con un hombre más joven preservaría su juventud, Tan copuló con un adolescente malayo e incluso con su hermano menor. El chico no fue el único hermano influido por Lim; anteriormente había seducido a la hermana menor de Tan y la engañó para que vendiera su cuerpo y tuviera sexo con los dos jóvenes. A pesar de los abusos, Tan vivía con Lim, disfrutando de los vestidos, productos de belleza y cursos de adelgazamiento comprados con los ingresos.

### Hoe Kah Hong
Nacida el 10 de septiembre de 1955, Hoe Kah Hong (Chino simplificado: 何家凤; Chino tradicional: 何家鳳; pinyin: Hé Jiāfèng) tenía ocho años cuando su padre falleció; fue enviada a vivir con su abuela hasta los quince. Cuando regresó con su madre y hermanos era constantemente obligada a ceder su lugar a su hermana mayor, Lai Ho. Bajo la percepción de que su madre favorecía a su hermana, Hoe se volvió infeliz y fácilmente irascible. En 1979 su madre llevó a Lai a Lim para tratamiento, y se convenció de sus poderes por el truco de "las agujas y el huevo". Creyendo que el carácter volátil de Hoe también podría ser curado por Lim llevó su hija menor. Después de presenciar el mismo truco, Hoe se convirtió en fiel seguidora de Lim. Lim deseaba hacer a Hoe una de sus "mujeres santas", incluso aunque ya estaba casada con Benson Loh Ngak Hua. Para conseguir su objetivo, Lim buscó aislar a Hoe de su familia alimentándola de mentiras. Aseguró que su familia eran personas inmorales que practicaban la infidelidad, y que Loh la engañaba y la forzaría a la prostitución. Hoy le creyó, y después de pasar un rito con él fue declarada por este como su "mujer santa". Ya no confiaba en su marido y su familia, y se volvió violenta hacia su madre. Tres meses después de conocer a Lim, Hoe se fue a vivir con él.
Loh buscó a su mujer en el piso de Lim y acabó quedándose para observar su tratamiento. Hoe lo persuadió para que participara en terapias de electro shock. En las primeras horas del 7 de enero de 1980, Loh se sentó con Hoe, sus brazos entrelazados y sus pies en cubas separadas de agua. Lim aplicó un voltaje alto a Loh, que fue electrocutado, mientras Hoe quedó inconsciente. Cuándo despertó, Lim le pidió que mintiera a la policía sobre la muerte de Loh. Hoe repitió la historia que Lim le había contado, diciendo que su marido había sido electrocutado en su dormitorio cuando intentó cambiar en un ventilador eléctrico defectuoso en la oscuridad. El juez forense pronunció un veredicto abierto o inconcluso (se confirma que la muerte es sospechosa, pero no se puede llegar a ningún otro veredicto), y la policía no realizó más investigaciones.
A pesar de su antipatía hacia Loh, Hoe estuvo afectada por su muerte. Perdió la cordura; empezó a oír voces y a alucinar, viendo a su marido muerto. A finales de mayo fue admitida al Woodbridge Hospital. Allí, los psicólogos le diagnosticaron esquizofrenia y empezaron los tratamientos adecuados. Hoe tuvo una recuperación extraordinariamente rápida; la primera semana de julio fue dada de alta. Continuó su tratamiento con el hospital; los controles de seguimiento mostraron que estaba en un estado de remisión. Su actitud hacia su madre y otros familiares empezó a mejorar después de su estancia en el hospital, aunque continuó viviendo con Lim y Tan.

## Violación y venganza

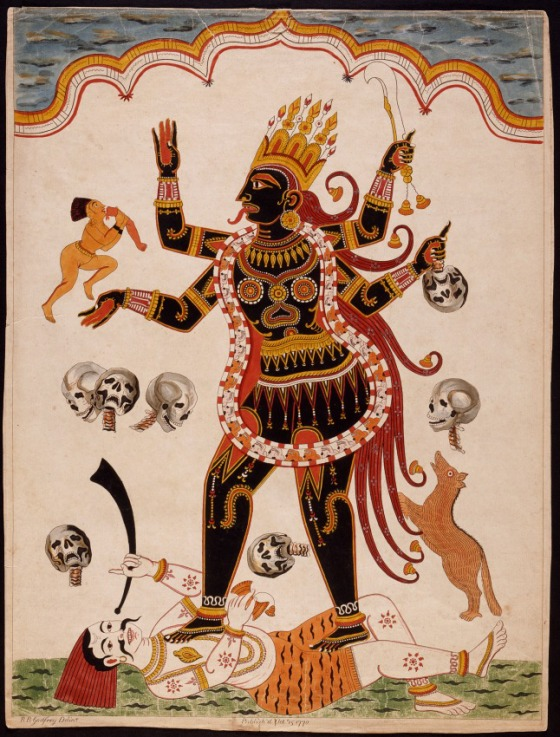
La diosa Kali

Con Hoe y Tan como sus ayudantes, Lim continuó su negocio, engañando a más mujeres para obtener dinero y sexo. En el momento de su arresto, tenía 40 "mujeres santas". A finales de 1980 fue arrestado y acusado de violación. Su acusadora era Lucy Lau, una vendedora de cosméticos puerta puerta, que había conocido a Lim cuando estaba promocionado productos de belleza a Tan. El 19 de octubre, Lim le dijo a Lau que un fantasma la perseguía, pero que podía exorcizarlo con sus rituales de sexo. No quedó convencida, pero Lim persistió. Había añadido en secreto dos cápsulas de Dalmadorm (Flurazepam), un sedante, a un vaso de leche y se lo ofreció, diciéndole que tenía propiedades sagradas. Lau quedó aturdida después de beberlo, lo que permitió a Lim aprovecharse de ella. Durante las siguientes semanas, continuó el abuso usando fármacos o amenazas. En noviembre, después de que Lim diera a los padres de Lau un préstamo más pequeño de la cantidad que habían pedido, Lau hizo un informe policial sobre el trato de Lim. Lim fue arrestado por violación, y Tan por ser cómplice. En libertad bajo fianza, Lim persuadió a Hoe para que mintiera diciendo que había estado presente en el momento de la supuesta violación pero no vio cometer ningún delito. Esto no consiguió parar las investigaciones policiales; Lim y Tan tuvieron que extender su libertad bajo fianza, en persona, cada quincena en la estación policial.
Frustrado, Lim planeó una serie de asesinatos de niños para distraer a la policía . Además, creía que los sacrificios de niños a la diosa Kali la persuadirían para que esta desviara la atención de la policía de forma sobrenatural. Lim fingió ser poseído por Kali, y convenció a Tan y Hoe de que la diosa quería que mataran niños como venganza a Lau. También les dijo que Phragann exigía que tuviera sexo con sus víctimas femeninas.
El 24 de enero de 1981, Hoe vio a Agnes en una iglesia cercana y la atrajo al piso. El trío la atiborró con comida y bebida mezclada con Flurazepam. Después de que Agnes que se quedara dormida, Lim abusó sexualmente de ella. Cerca de medianoche, el trío asfixió a Agnes con una almohada y le sacaron sangre, bebiéndola y embadurnándola en un retrato de Kali. A continuación, la ahogaron sujetando su cabeza en un cubo de agua. Finalmente, Lim utilizó su dispositivo de terapia electro-shock para "asegurarse doblemente de que estaba muerta". Metieron su cuerpo en una bolsa y lo tiraron cerca del ascensor en el bloque 11.
Ghazali sufrió un destino similar cuándo fue llevado por Hoe al piso el 6 de febrero. Él, sin embargo, se mostró resistente a los sedantes, tomando mucho tiempo para dormirse. Lim decidió atar al chico como precaución; aun así, el chico se despertó y luchó. En pánico, el trío le dio golpes de kárate a Ghazali en el cuello y quedó inconsciente. Después de sacarle sangre, procedieron a ahogarlo. Ghazali luchó, vomitando y perdiendo control de sus intestinos mientras moría. La sangre siguió saliendo de su nariz después de su muerte. Mientras Tan se quedó para limpiar el piso, Lim y Hoe se deshicieron del cuerpo. Lim notó que un rastro de sangre llevaba a su piso, así que él y sus cómplices limpiaron tanto como pudieron antes del amanecer. Cuando la sangre condujo a la policía a su piso, fueron arrestados.

## Juicio
Dos días después de su arresto, Lim, Tan y Hoe fueron acusados por un tribunal inferior por los asesinatos de los dos niños. El trío estuvo sometido a más interrogatorios policiales y a exámenes médicos por médicos de prisión. Entre el 16 y 17 de septiembre, su caso fue llevado ante el tribunal para la imputación. Para probar que había un caso contra los acusados, el fiscal general adjunto Glenn Knight llamó a 58 testigos y expuso 184 pruebas ante el magistrado. Mientras que Tab y Hoe negaron los cargos de asesinato, Lim se declaró culpable y se adjudicó toda la responsabilidad de los actos. El magistrado decidió que el caso contra los acusados era lo suficientemente fuerte pare ser oído en el Tribunal supremo. Lim, Tan y Hoe quedaron en custodia mientras las investigaciones continuaron.

### Acusación y defensa

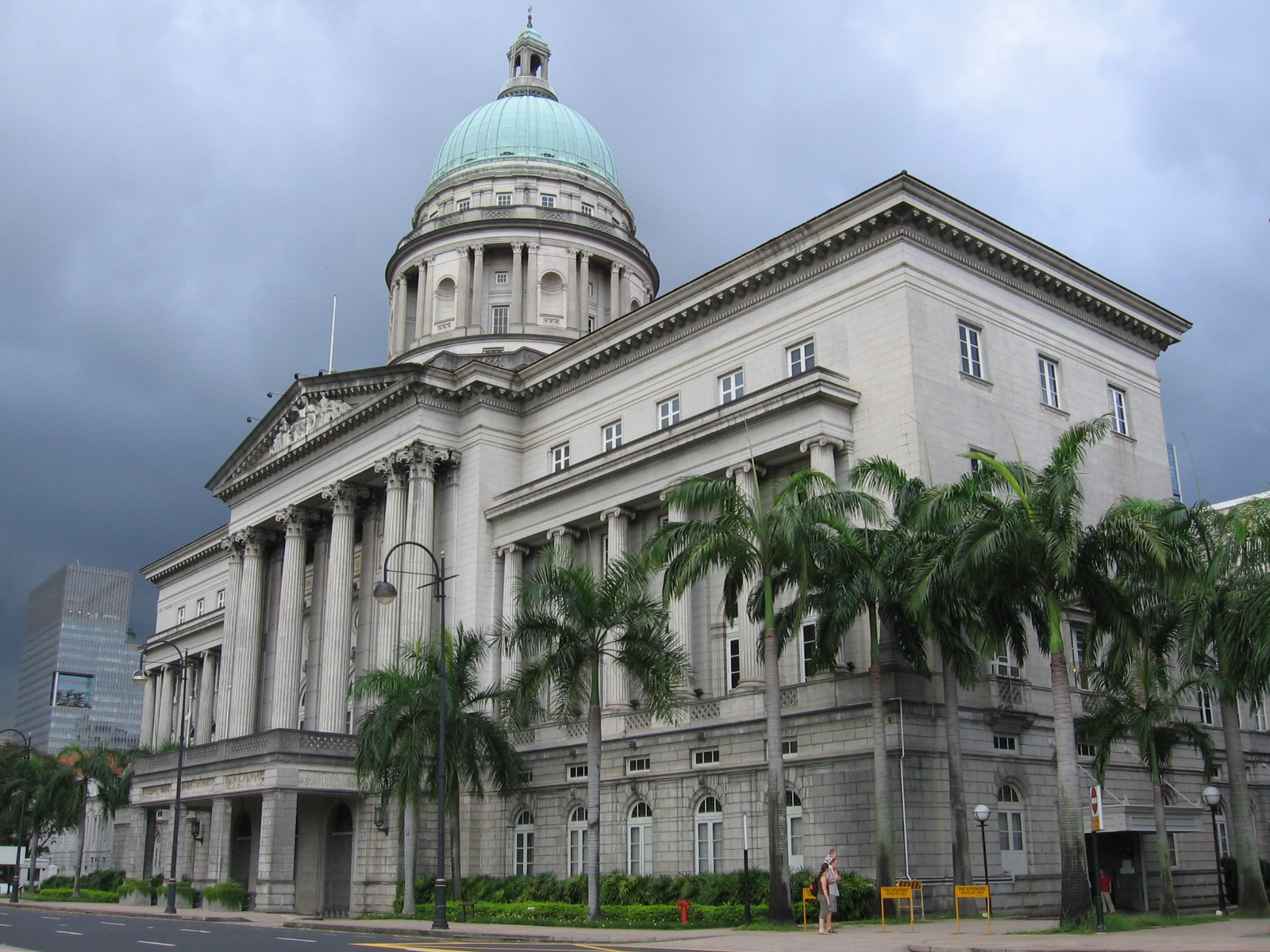
El caso fue escuchado en la sala Núm. 4 del viejo Edificio del Tribunal Supremo.

El Tribunal supremo fue convocado en el edificio del Tribunal Supremo el 25 de marzo de 1983. Dos jueces presidieron el caso: El juez Thirugnana Sampanthar Sinnathuray, quien dictaría la sentencia del asesino en serie John Martin Scripps 13 años más tarde, y el juez Frederick Arthur Chua, que en aquella época era el juez que llevaba más años en servicio en Singapur. Knight continuó construyendo su acusación con las pruebas reunidas por los detectives. Las fotografías de las escenas del delito, junto con los testimonios de los testigos ayudarían al tribunal a visualizar los acontecimientos que llevaron a los crímenes. Otras pruebas—las muestras de sangre, objetos religiosos, fármacos, y las notas con los nombres de Ng y Ghazali—demostraron de forma concluyente el involucramiento de los acusados. Knight no tenía ningún testigo presencial de los asesinatos; sus pruebas eran circunstanciales, pero dijo al tribunal en su presentación del caso, "Lo que importa es que [los acusados] intencionadamente asfixiaron y ahogaron a estos dos niños inocentes, causando sus muertes en circunstancias que constituyen asesinato. Y esto lo probaremos más allá de toda duda razonable." "
Tan, con el permiso de Lim y la policía, utilizó 10.000S$ de los 159.340S$ (4,730 USD de 75,370 USD) incautados del piso del trío piso para contratar a J. B. Jeyaretnam para su defensa. Hoe tuvo que aceptar el abogado de oficio, con Nathan Isaac como su defensor. Desde su arresto, Lim había rechazado representación legal. Se defendió a sí mismo en el tribunal interior, pero no pudo continuar haciéndolo cuando el caso fue movido al Tribunal supremo; la ley de Singapur requiere que para delitos capitales el acusado sea defendido por un profesional legal. Por ello Howard Cashin fue nombrado como su abogado, a pesar de que su trabajo se complicó por la falta de cooperación de su cliente. Los tres abogados decidieron no disputar el veredicto de asesinato. Actuando en un defensa de responsabilidad disminuida, intentaron mostrar que sus clientes no estaban en su sano juicio y no podían ser responsabilizados de los asesinatos. Si esta defensa hubiera sido exitosa, los acusados habrían evitado la pena de muerte. En su lugar habrían obtenido cadena perpetua o hasta 10 años en prisión.

### Interrogatorio
| Lim: Sin comentarios.Juez Sinnathuray: No, no, no, Adrian Lim, no suede seguir diciéndome eso. (A Cashin) Es tu testigo.Cashing: Ahora puede ver, su señoría, lo difícil que es este con este testigo. —— Transcripción del tribunal que ilustra la frustración del tribunal con el comportamiento de Lim. |

Después de que Knight presentara la evidencia de la acusación el tribunal escuchó testimonios de parientes y conocidos sobre las personalidades y los defectos del carácter de los acusados. Detalles de sus vidas fueron revelados por una de las "mujeres santas" de Lim. Los médicos privados Dr. Yeo Peng Ngee y Dr. Ang Yiau Hua admitieron que eran las fuentes de fármacos de Lim y que habían proporcionado al trío pastillas para dormir y sedantes en cada consulta sin hacer preguntas. La policía y el equipo forense dieron sus informes de las investigaciones; el inspector Suppiah, el agente a cargo de la investigación, leyó las declaraciones que los acusados habían hecho en prisión preventiva. En estas declaraciones Lim declaró que había matado por venganza, y que había sodomizado a Ng. Los acusados también había confirmado en sus declaraciones que los tres fueron participantes activos en los asesinatos. Había muchas contradicciones en las declaraciones y las confesiones que hicieron en tribunal, pero el juez Sinnathuray declaró que a pesar esto, "los hechos esenciales de este caso no están en disputa". La implicación de Lim fue aún más demostrada por un testigo que dio fe de que justo después de medianoche del 7 de febrero de 1981, en la planta baja del bloque 12, vio a Lim y a una mujer pasar llevando un chico de piel oscura.
El 13 de abril, Lim subió al estrado. Mantuvo que era el único autor de los crímenes. Negó haber violado a Lucy Lau o Ng, alegando que hizo las declaraciones anteriores sólo para satisfacer a los interrogadores. Lim era selectivo contestando las preguntas del tribunal; contestaba las que estaban de acuerdo con su declaración y se negaba a comentar las otras. Cuando se puso en duda la veracidad de su última confesión, aseguró que estaba obligado por deber religioso y moral a decir a la verdad. Knight, sin embargo, respondió que Lim era deshonesto por naturaleza y no tenía ningún respeto por los juramentos. Lim mintió a su mujer, sus clientes, la policía y psiquiatras. Knight sostuvo que la declaración de Lim era una admisión de que había mentido en sus declaraciones anteriores. Tan y Hoe fueron más cooperativas, contestando las cuestiones del tribunal. Negaron la historia de Lim y apoyaron la veracidad de las declaraciones que habían dado a la policía. Contaron como habían vivido en constante miedo de Lim; creyendo que poseía poderes sobrenaturales, obedecieron cada orden y no tenían voluntad propia. Bajo el interrogatorio de Knight, no obstante, Tan admitió que Lim había defraudando a sus clientes, y que ella lo había ayudado de forma deliberada.. Knight a continuación consiguió que Hoe admitiera ser consciente de sus acciones en el momento de los asesinatos.

### Batalla de los psiquiatras
Nadie dudaba de que Lim, Tan y Hoe habían matado a los niños. Su defensa se basó en convencer a los jueces de que médicamente, los acusados no estaban en total control de sí mismos durante los crímenes. La mayor parte del juicio se concentró en una batalla entre los expertos llamados por ambos lados. Dr. Wong Yip Chong, un psiquiatra experimentado que ejercía en una consulta privada, creía que Lim estaban mentalmente enfermo durante los crímenes. Declarando estar "juzgando el panorama general, y no fijándose en las contradicciones", dijo que el voraz apetito sexual de Lim y su creencia en Kali era características de una depresión maníaca leve. El médico también dijo que sólo una mente irracional dejaría los cuerpos cerca de su casa cuando su plan era distraer a la policía. En respuesta, el experto de la acusación, Dr. Chee Kuan Tsee, un psiquiatra en el Woodbridge Hospital, dijo que Lim era "resuelto en sus actividades, paciente en su planificación y persuasivo para obtener placer y poder". En la opinión de Dr. Chee, Lim había mantenido diversas relaciones sexuales gracias a su papel como médium que le proporcionó mujeres dispuestas a acostarse con él. Además, su creencia en Kali era de naturaleza religiosa, no delirante. El uso de Lim de la religión para su beneficio personal indicaba pleno autocontrol. Finalmente, Lim consultó a médicos y tomó sedantes de forma voluntaria para aliviar su insomnio, un síntoma que, según Dr. Chee, no son capaces de reconocer los que sufren de depresión maníaca.
Dr. R. Nagulendran, un psiquiatra consultor, testificó que Tan estaba mentalmente discapacitada por una depresión psicótica. Según él, estaba deprimida antes de conocer a Lim, debido a su situación familiar. Las amenazas y el abuso físico de Lim agravaron su depresión; el abuso de fármacos la llevó a alucinar y creer las mentiras del médium. Dr. Chee discrepó; dijo que Tan había admitido estar bastante feliz con el estilo de vida material que Lim le proporcionaba, disfrutando de tratamientos de belleza y buena ropa. Una persona con depresión psicótica no prestaría tanta atención a su aspecto. Además, Tan había confesado anteriormente saber que Lim era un fraude, pero se retractó y declaró ante el tribunal que actuó completamente bajo la influencia de Lim. A pesar de que Dr. Chee había omitido el abuso físico en su juicio de Lim, se mantenía firme en su opinión de que Tan estaba en pleno uso de su facultades mentales durante los crímenes. Tanto Dr. Nagulendran como Dr. Chee estuvieron de acuerdo en que Hoe sufría esquizofrenia mucho antes de conocer a Lim, y que su estancia en el Woodbridge hospital había ayudado a su recuperación. Aun así, mientras Dr. Nagulendran estaba convencido de que Hoe sufrió una recaída durante los asesinatos, Dr. Chee señaló que ninguno de los médicos de Woodbridge observaron señales de recaída durante los seis meses del seguimiento (16 de julio de 1980– 31 de enero de 1981). Si Hoe había estado tan severamente afectada por su enfermedad como Dr. Nagulendran describía, se hubiera convertido en inválida. En cambio, secuestró y ayudó matar un niño de forma metódica en dos ocasiones. Finalizando su testimonio el Dr. Chee declaró que era increíble que tres personas con enfermedades mentales diferentes compartieran el mismo deliro de recibir una petición para matar de un dios.

### Alegatos
En sus alegatos, la defensa intentó reforzar la imagen de sus clientes como individuos mentalmente perturbados. Cashin dijo que Lim era un hombre normal hasta su iniciación en el ocultismo, y que claramente se había divorciado de la realidad cuando se introdujo en el "mundo de las atrocidades", actuando en sus delirios de matar niños en el nombre de Kali. Jeyaretnam dijo que debido a su depresión y el abuso de Lim, Tan era solo "un robot", llevando a cabo órdenes sin pensar. Isaac sencillamente concluyó, "La mente esquizofrénica [de Hoe] aceptó que si los niños eran asesinados, irían a cielo y no se convertirían en adultos malvados como su madre y otros." " La defensa criticó a Dr. Chee por no reconocer los síntomas de sus clientes.
La acusación empezó su alegato llamando la atención sobre la manera "fría y calculada" en que los niños fueron asesinados. Knight también argumentó que los acusados no podían haber compartido el mismo deliro, aunque lo hubieran afirmado durante el juicio. La "astucia y deliberación" de los actos no podría haber sido producto de una persona enferma. Tan ayudó a Lim porque "lo amaba [a Lim]" y Hoe había sido guiada por los otros dos a cometer los delitos. Instando a los jueces a considerar las repercusiones de su veredicto, Knight dijo: "Sus Señorías, decir que Lim era menos que un cobarde que abusaba de niños pequeños porque no podían defenderse; a los que mató con la esperanza de obtener poder o riqueza y que por tanto no cometió asesinato, es ignorar la ley del asesinato. Le daría credibilidad al velo de misterio y magia que ha creado sobre sus prácticas y que ha usado para asustar, intimidar y persuadir a los supersticiosos, los débiles y los ingenuos a participar en los actos más lascivos y obscenos." 

### Juicio
El 25 de mayo de 1983, una muchedumbre se concentró fuera del edificio, esperando el desenlace del juicio. Debido a los asientos limitados, sólo unos cuantos entraron para escuchar al juez Sinnathuray dictar el veredicto, lo que tomó 15 minutos. Los dos jueces no quedaron convencidos de que los acusados estaban mentalmente incapacitados durante los crímenes. Calificaron a Lim de "abominable y depravado" al llevar a cabo sus planes. Viendo sus entrevistas con los expertos como admisiones de culpa, Sinnathuray y Chua consideraron a Tan como una persona "astuta y malvada" y "una dispuesta [partícipe] de los actos perversos y aborrecibles [de Lim]". Los jueces consideraron a Hoe "simple" y "fácilmente influenciarle". A pesar de que sufría esquizofrenia, señalaron que estaba en un estado de remisión durante los asesinatos; por ello debía tomar plena responsabilidad de sus acciones. Los tres fueron hallados culpables de asesinato y sentenciados a ser ahorcados. Las dos mujeres no reaccionaron a sus sentencias. Por otro lado, Lim sonrió y lloró, "¡Gracias, Sus Señorías!" cuando fue llevado fuera de la sala.
Lim aceptó su destino; las mujeres no, y apelaron sus sentencias. Tan contrató a Francis Seow y el tribunal asignó de nuevo Isaac a Hoe. Los abogados pidieron al tribunal de apelación que reconsiderara los estados mentales de sus clientes durante los asesinatos, afirmando que los jueces los habían ignorado en sus deliberaciones. El Tribunal de apelación criminal llegó a una decisión en agosto de 1986. Los jueces eran el juez jefe Wee Chong Jin, el juez Lai Kew Chai y el juez L P Thean. Reafirmaron la decisión del tribunal superior, señalando que como encargados de determinar los hechos de una causa, los jueces tienen el derecho de descontar evidencia médica a la luz de evidencia de otras fuentes. Las siguientes apelaciones de Tan y Hoe al Consejo Privado de Londres y al Presidente de Singapur Wee Kim Wee también fracasaron.
Habiendo agotado todas las avenidas para el perdón, Tan y Hoe afrontaron con calma sus destinos. En el corredor de la muerte el trío fue consolado por sacerdotes católicos y monjas. A pesar de la reputación de Lim, el padre Brian Doro recordó al asesino como una persona "bastante amistosa". Cuando llegó el día de la ejecución, Lim le pidió al padre la absolución y la eucaristía. Así mismo, Tan y Hoe tuvieron a la hermana Gerard Fernandez como consejera espiritual. La monja las convirtió al catolicismo, y recibieron el perdón y la eucaristía durante sus días finales. El 25 de noviembre de 1988 el trío recibió su última comida y fue llevado a la horca. Lim sonrió durante su último paseo. Después de las ejecuciones los tres asesinos recibieron un corto funeral católico oficiado por el padre Doro. Fueron cremados ese el mismo día.

## Legado
El juicio fue seguido con detenimiento por los singapurenses. Las muchedumbres se aglomeraban en los alrededores del juzgado, esperando poder ver a Adrian Lim y escuchar las actualizaciones de primera mano. Los diarios regionales narraron los actos de Lim incluyendo detalles sangrientos y sexualmente explícitos. Esto ofendió las sensibilidades de algunos; el canónigo Frank Lomax, vicario de la Catedral de San Andrés, reprochó a The Straits Times que los informes podrían corromper a la juventud. Sus palabras recibieron el apoyo de algunos lectores. Otros consideraron que los reportajes eran útiles para concienciar al público de la necesidad de vigilancia incluso en una ciudad con índices bajos de criminalidad. Los libros que trataban el tema de los asesinatos y el juicio tuvieron un gran éxito, siendo comprados con rapidez tras su publicación.
Los detalles salidos del juicio convirtieron a Lim en la encarnación del mal en la mente de los ciudadanos. Algunos no podían creer que alguien defiera a tal hombre de forma voluntaria. Llamaron Cashin para expresar su rabia; unos cuantos incluso lo amenazaron de muerte. Por otro lado, Knight se dio a conocer como el hombre que hizo justicia, lo que impulsó su carrera. Trabajó en más casos mediáticos y fue nombrado director del Departamento de asuntos comerciales en 1984. Mantuvo su buena reputación hasta su condena por corrupción siete años más tarde.
Incluso en prisión Lim era odiado; los otros prisioneros lo maltrataron y marginaron. En los años siguientes, el crimen se mantuvo fresco en la memoria de los que siguieron el caso. Los periodistas lo consideraron el juicio más sensacional de la década de los 80, siendo "el tema de conversación de una ciudad horrorizada por los horripilantes testimonios de perversión sexual, consumo de sangre humana, posesión espiritual, exorcismo y crueldad indiscriminada que se relevaron durante el juicio de 41 días". Quince años después, una encuesta conducida por The New Paper informó que el 30 por ciento de los encuestados había elegido los asesinatos rituales de Toa Payoh como el crimen más horrible, a pesar de que el periódico pidió que solo se votaran crímenes cometidos en 1998. Lim se convirtió en un referente para criminales locales; en 2002 Subhas Anandan describió a su cliente Anthony Ler, quien asesinó a su mujer, como "una versión más dócil y atractiva de [el] infame asesino-médium de Toa Payoh".
Durante los años 90, la industria cinematográfica local hizo dos películas basadas en los asesinatos. La primera de ellas fue Medium Rare en 1991. La producción tuvo una sustancial implicación extranjera; la mayoría del reparto y el equipo era estadounidense o británico. El guion fue escrito localmente y pretendía explorar la "psique de los tres personajes principales". El director, sin embargo, se centró en mostrar sexo y violencia. El resultado fue abucheado por la audiencia en una proyección privada nocturna. Estuvo 16 días en taquilla recaudando un total de 130,000S$ (75,145 USD) y un periodista la calificó "más extraña que las historias de sexo antinatural y prácticas ocultas asociadas con Adrian Lim". La segunda película, God or Dog, de1997, también obtuvo una recaudación pésima a pesar de una recepción crítica más positiva. Ambos largometrajes tuvieron dificultad para encontrar actores locales para el papel principal; Zhu Houren declinó con base en que Adrian Lim tenía una personalidad demasiado única como para que un actor pudiera retratarla con exactitud y Xie Shaoguang lo rechazó por la falta de "virtudes compensadoras" en el asesino. En televisión el caso habría sido el primer episodio de True Files, un programa de concienciación sobre el crimen, en 2002. No obstante, el público se quejó de que los tráileres eran demasiado morbosos, con reconstrucciones de los rituales y asesinatos. El episodio de Toa Payoh fue reemplazado por uno menos sensacional como capítulo inaugural y la compañía MediaCorp se vio forzada a mover el programa a una franja horaria más tardía, destinada a espectadores maduros, indicando la horripilante naturaleza de los crímenes cometidos por Lim, Tan y Hoe.